# Pareulepis weberi
Pareulepis weberi är en ringmaskart som först beskrevs av Horst 1922.  Pareulepis weberi ingår i släktet Pareulepis och familjen Eulepethidae. Inga underarter finns listade i Catalogue of Life.